# Webber (Kansas)
Webber – miasto w Stanach Zjednoczonych, w stanie Kansas, w hrabstwie Jewell.